# Epirinus hopei
Epirinus hopei är en skalbaggsart som beskrevs av François Louis Nompar de Caumont de Laporte 1840. Epirinus hopei ingår i släktet Epirinus och familjen bladhorningar. Inga underarter finns listade i Catalogue of Life.